# Autofiction
Autofiction är Suedes nionde studioalbum, utgivet den 16 september 2022. Albumets första singel, "She Still Leads Me On", utgavs i maj 2022.

## Låtlista
1. She Still Leads Me On
2. Personality Disorder
3. 15 Again
4. The Only Way I Can Love You
5. That Boy On the Stage
6. Drive Myself Home
7. Black Ice
8. Shadow Self
9. It's Always the Quiet Ones
10. What Am I Without You?
11. Turn Off Your Brain and Yell

## Medverkande
- Brett Anderson – sång
- Mat Osman – basgitarr
- Simon Gilbert – trummor
- Richard Oakes – gitarr
- Neil Codling – keyboard, synthesizer